# PSA-csoport
A PSA Peugeot Citroën egy francia autógyártó vállalatcsoport volt. 1976-ban alapították Párizsban. Jogutódja a Stellantis.

## Története
A cég története 1974-ben kezdődött, amikor a két, akkor még örök rivális francia autógyár közül a Peugeot részesedést vásárolt a Citroënben. Megállapodtak, hogy közösen fognak gépkocsikat gyártani. A vállalat a kilencedik legnagyobb autógyártónak számít. Később a PSA összefogott az Opellel, a Fiattal és a Toyotával is, így a Peugeot és a Citroen haszongépjárművei közül a rebranding következtében a modellek megjelenhetnek Opel, Fiat vagy Toyota emblémákkal is. Ugyanennek a módszernek köszönhetően a Peugeot és a Citroën modellek általában ugyanarra a platformra épülnek. A cég többségében autóiról lett híres, de gyárt még motorkerékpárokat is, és finanszírozási lehetőségeket is nyújt. 2016-ban átnevezték a vállalatot Groupe PSA-ra (PSA csoport).

### 2017-ben
A Reuters 2017. márciusi közlése szerint megszületett a megállapodás, amely szerint a General Motors eladja európai cégeit, az Opelt és a Vauxhallt a PSA-csoportnak 2,2 milliárd euróért. A PSA megkezdte a cégek reorganizációját. A tranzakció érinti az Opel magyarországi, szentgotthárdi gyárát is, ahol az átszervezés tömeges elbocsátásokkal kezdetét vette.

### 2018-ban
A PSA-csoport közölte, hogy az adózott eredménye 1,929 milliárd euróra nőtt a 2016. évi 1,730 milliárd euróról. A cégcsoport bevétele 20,7 százalékkal 65,21 milliárd euróra ugrott 2017-ben az egy évvel korábbi 54,03 milliárd euróról. A növekedés  összehasonlító árakon elérte a 12,9%-ot. A PSA-csoport 2017-ben 3,63 millió járművet adott el, ami 15,4 százalékos növekedés 2016-tal összevetve. (Ezek az adatok már az Opel és Vauxhall cégek eredményeit is tartalmazzák.)
Rekordévet zárt 2018-ban a PSA csoport: közel négymillió autót adott el. Az árbevétel ugyanakkor  az egy évvel korábbi 62 milliárdról 74 milliárd euróra, 19 százalékkal növekedett. 2018-ban a PSA nettó nyeresége 40 százalékkal nőtt, több mint 3 milliárd euró volt. A növekedés elsősorban az Opel cég teljesítményének köszönhető, ugyanis a Citroën és a Peugeot eladásai csökkentek.

### 2019-ben
A tervek szerint a PSA konszern 2019-ben újra bevezeti az Amerikai Egyesült Államokban a Peugeot márkanevet, Indiában pedig a Citroënt. Ugyanakkor Oroszországban az Opelt kívánják erősíteni.
2019. október végén nyilvánosságra hozták, hogy a a PSA-csoport egyesülni fog a Fiat Chrysler Automobiles vállalatcsoporttal.

2020. december 21-én az EU versenyhatósága engedélyezte az FCA egyesülését a PSA holdinggal.

### 2021-ben
2021 januárjában egyesült a két cég, a közös vállalat neve Stellantis lett.